# 中央林間站
中央林間站（日语：／ Chūō-rinkan eki */?）是一個位於神奈川縣大和市中央林間三丁目、四丁目，屬於小田急電鐵、東急電鐵的鐵路車站。此站有江之島線與田園都市線停靠。小田急電鐵的車站編號是OE 02、東急電鐵是DT27。

## 歷史
- 1929年（昭和4年）4月1日 - 小田急江之島線中央林間都市站開業[1]。為「直通」班次停靠站。
- 1941年（昭和16年）10月15日 - 更名為中央林間站[1]。
- 1945年（昭和20年）6月 - 廢止「直通」，各站停車延伸至全線，本站為停車站。
- 1946年（昭和21年）10月1日 - 新增「準急」班次，為其停靠站。
- 1984年（昭和59年）4月9日 - 東急田園都市線車站開業，兩站為轉乘站。同時直通帝都高速度交通營團（現東京地下鐵）半藏門線[1]。同天啟用日本最早的電子聯鎖系統。
- 1990年（平成2年）3月27日 - 成為小田急江之島線急行停靠站。
- 1996年（平成8年）4月26日 - 東急田園都市線急行列車區間延伸，本站為急行停靠站。
- 2000年（平成12年） - 田園都市線設置月台與大廳層的電梯與電扶梯，月台裝設空調[2]。
- 2002年（平成14年）3月22日
  - 小田急江之島線新增湘南急行班次，為其停靠站。
  - 小田急江之島線取消準急班次。
- 2003年（平成15年）3月19日 - 隨著地下鐵半藏門線延伸押上，東武鐵道車輛直通田園都市線。
- 2004年（平成16年）12月11日 - 小田急江之島線湘南急行改稱為快速急行。
- 2005年（平成17年）11月20日 - 小田急江之島線月台候車室啟用。
- 2008年（平成20年）3月28日 - 東急田園都市線平日早晨增加本站始發的準急班次，本站成為準急停靠站。
- 2009年（平成21年）11月1日 - 東急關閉定期券銷售處與TECO PLAZA（テコプラザ）。

## 名稱由來
因位於「林間都市計畫區預」中央地區，因此以「中央林間都市站」開業，1941年與「南林間站」、「東林間站」一同去除「都市」，為「中央林間站」。
「林間都市計畫」以前，曾規劃命名為「公所站」。公所（ぐぞ）大約是大和市下鶴間三百番地（淺間神社附近）、境川旁田園都市線月見野站～南町田站間的神奈川縣側一帶，距離本站約2公里以上。

## 結構

### 小田急電鐵
本站是側式月台2面2線地面車站。各月台皆有候車室。月台有效長度可停靠10輛編組列車。除浪漫特快外全客運列車皆停靠本站。
月台東側起為1號月台。上下線皆有電梯與斜坡等無障礙設施。北口屬於無人剪票口，沒有常駐站員。
南口可通往東急田園都市線月台。
2011年底，站名標換成LED式，並附註諺文。

#### 月台配置

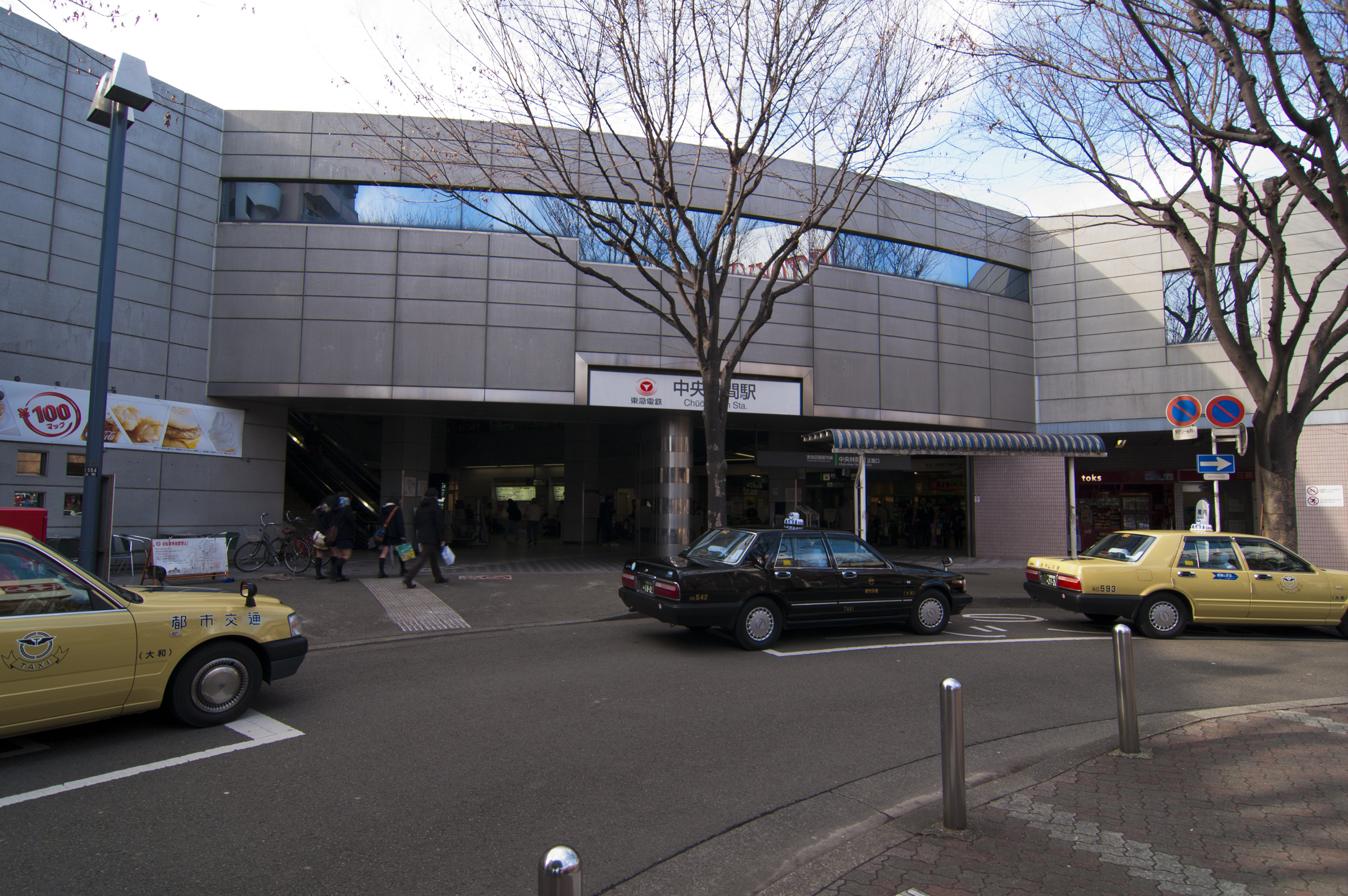
正面口
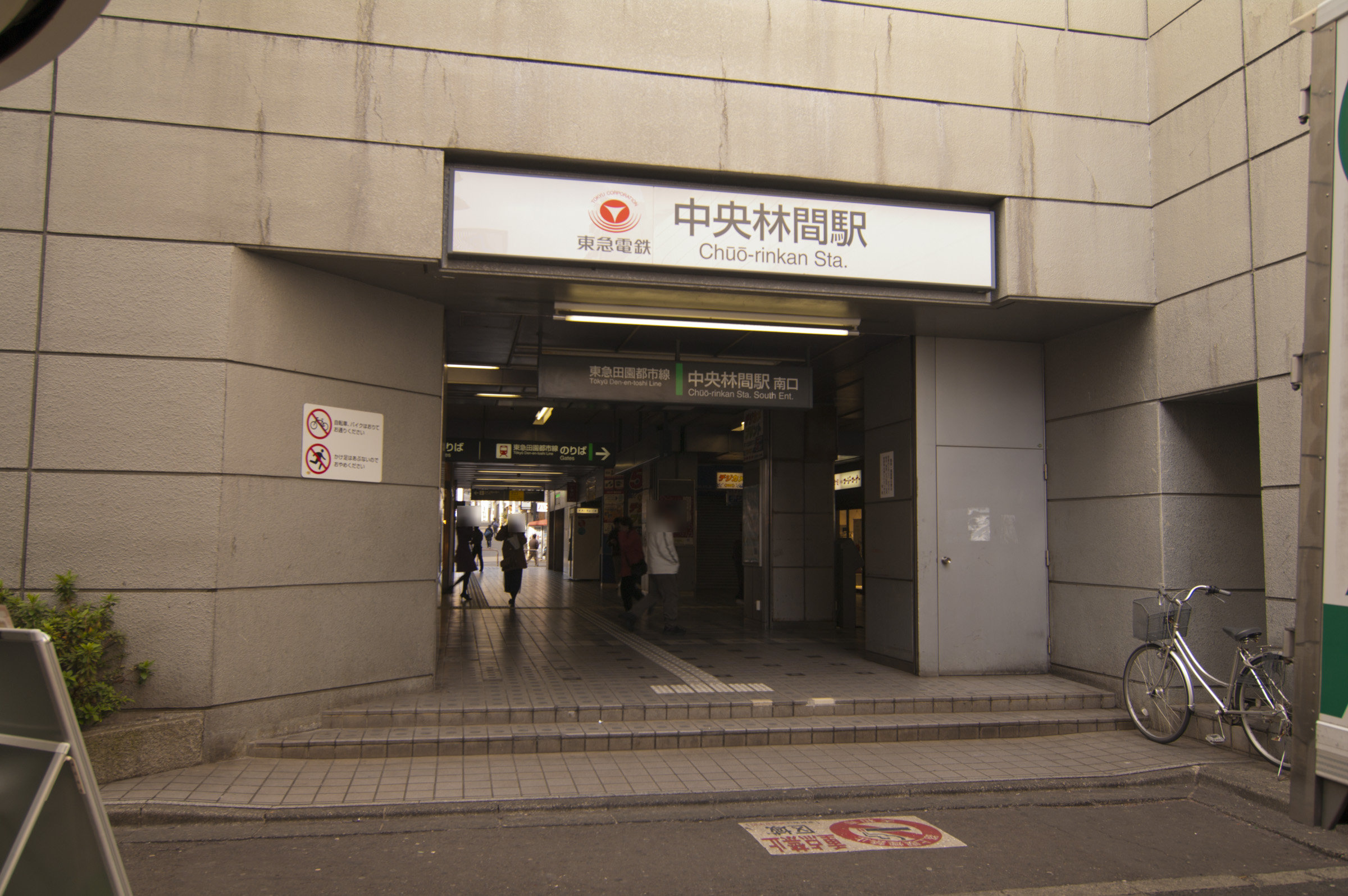
南口
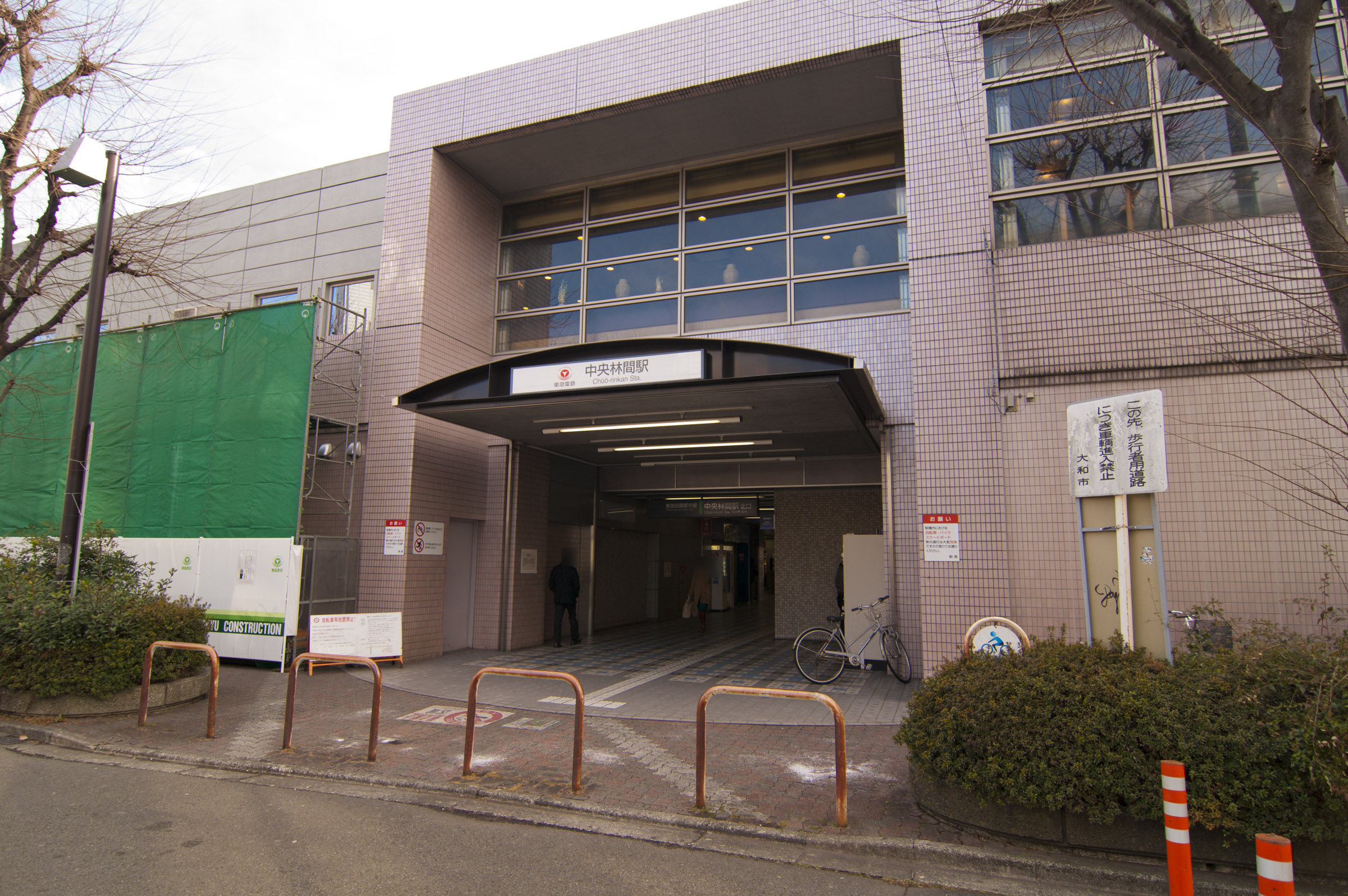
北口
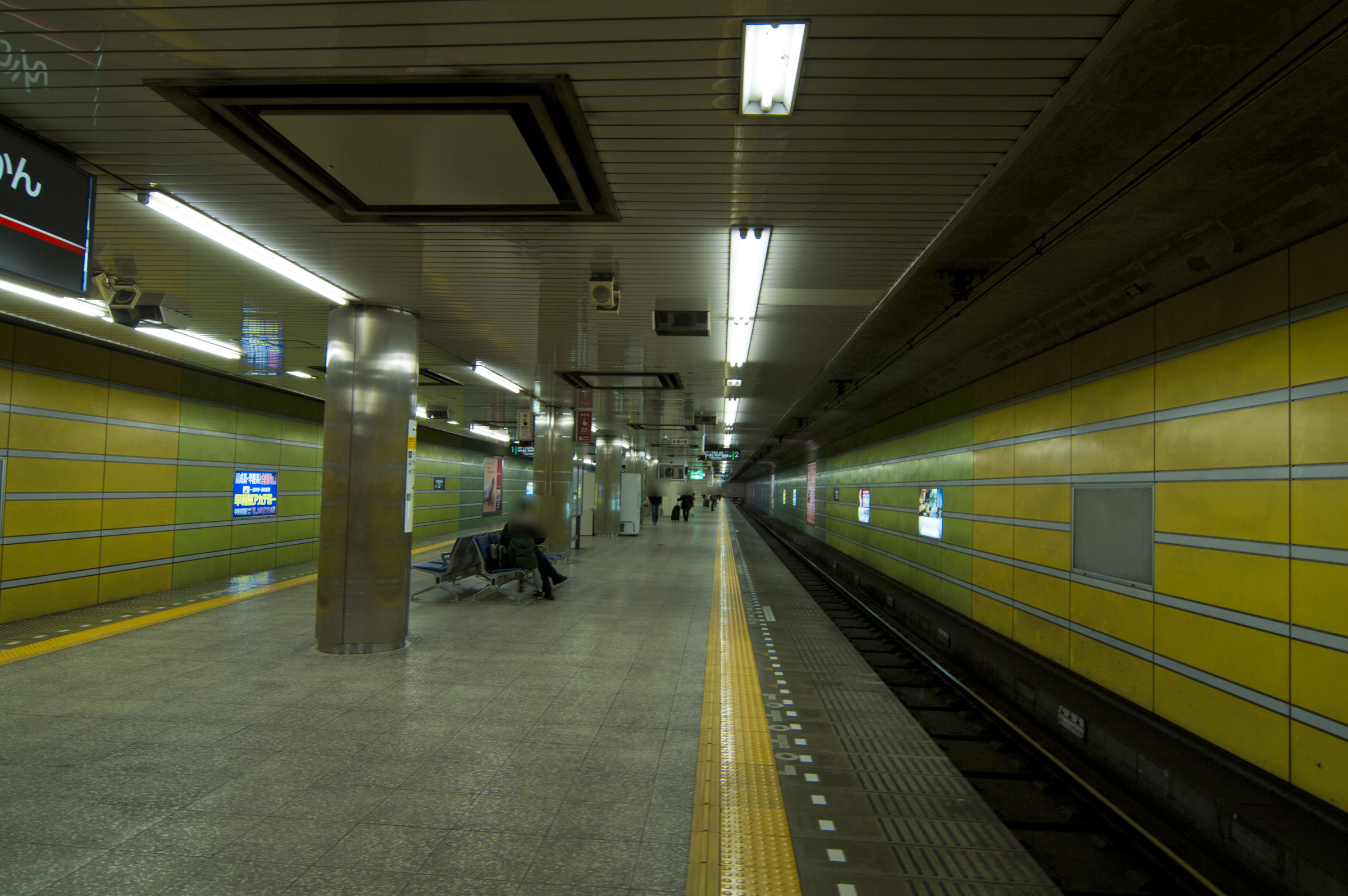
月台

| 月台 | 路線     | 方向 | 目的地                       |
| ---- | -------- | ---- | ---------------------------- |
| 1    | 江之島線 | 下行 | 大和、藤澤、片瀨江之島方向   |
| 2    | 江之島線 | 上行 | 相模大野、新宿、千代田線方向 |

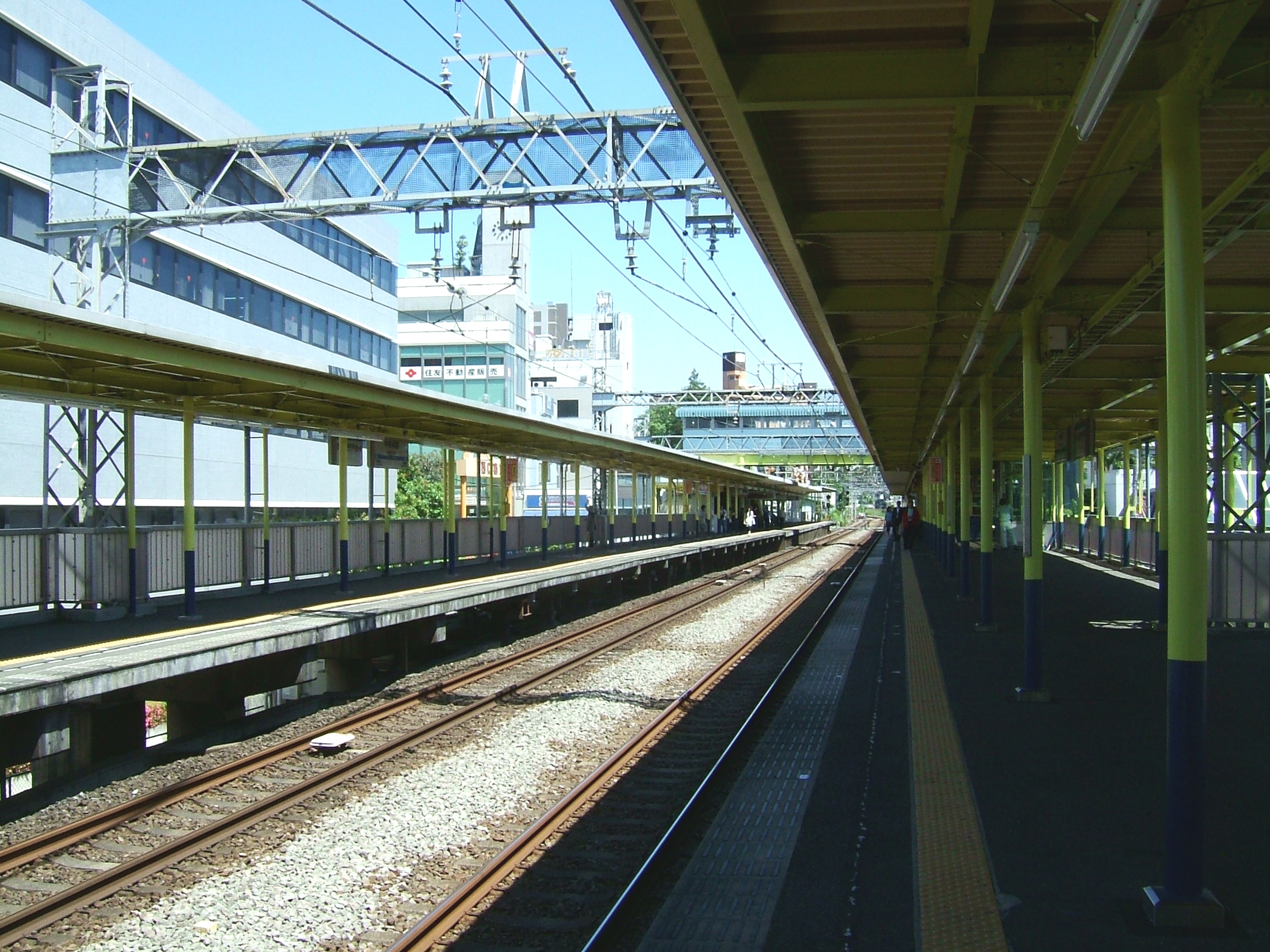
月台
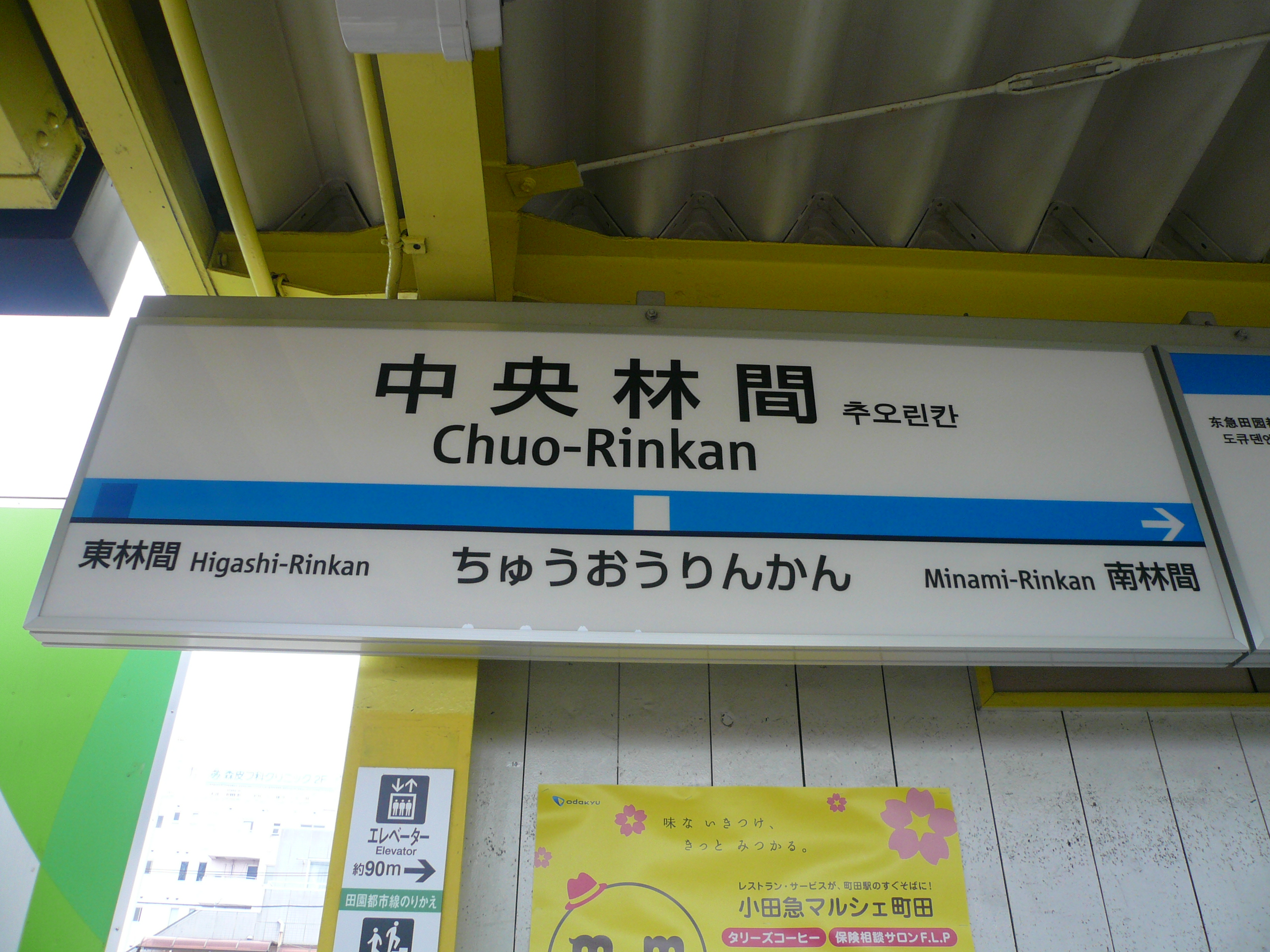
站名牌

### 東急電鐵
本站是島式月台1面2線地底車站，為田園都市線的終點站。本站由長津田站直接管理。由於土筆野站－月見野站是委託東急電鐵子公司東急鐵路服務（東急レールウェイサービス）執行車站業務，因此本站是長津田管內（長津田站除外）唯一的直接管理站。

#### 月台配置
| 月台 | 路線       | 目的地                                               |
| ---- | ---------- | ---------------------------------------------------- |
| 1、2 | 田園都市線 | 二子玉川、澀谷、 半藏門線 押上、 伊勢崎線 春日部方向 |

（來源：東急電鐵:車站構內圖 （页面存档备份，存于））
- 正面口
- 南口
- 北口
- 月台

## 利用狀況
- 小田急電鐵 - 2016年度1日平均上下車人次為97,637人[利用客数 1]。
小田急全部70個車站當中次於大和站排名第12位。是無站長車站中運量最高的車站，並高於站長所在站成城學園前站、小田原站、秦野站。
- 東急電鐵 - 2016年度1日平均上下車人次為106,500人[利用客数 2]。
田園都市線內排名第7位。無站長車站中次於青葉台站位居第4，並高於站長所在站二子玉川站[5]、鷺沼站。

近年1日平均上下車人次變化如下表。
| 年度               | 小田急電鐵         | 小田急電鐵 | 東京急行電鐵/東急電鐵 | 東京急行電鐵/東急電鐵 |
| 年度               | 1日平均 上下車人次 | 增長率     | 1日平均 上下車人次    | 增長率                |
| ------------------ | ------------------ | ---------- | --------------------- | --------------------- |
| 1972年（昭和47年） | 11,376             |            | 未開業                | 未開業                |
| 1982年（昭和57年） | 14,717             |            | 未開業                | 未開業                |
| 2002年（平成14年） | 77,752             |            | 81,005                |                       |
| 2003年（平成15年） | 79,540             | 2.3%       | 84,516                | 4.3%                  |
| 2004年（平成16年） | 80,904             | 1.9%       | 88,967                | 5.3%                  |
| 2005年（平成17年） | 84,104             | 4.0%       | 91,407                | 2.7%                  |
| 2006年（平成18年） | 87,074             | 3.5%       | 94,906                | 3.8%                  |
| 2007年（平成19年） | 90,096             | 3.5%       | 97,484                | 2.7%                  |
| 2008年（平成20年） | 90,066             | 0.0%       | 97,532                | 0.0%                  |
| 2009年（平成21年） | 89,565             | -0.6%      | 97,353                | -0.2%                 |
| 2010年（平成22年） | 89,892             | 0.4%       | 98,235                | 0.9%                  |
| 2011年（平成23年） | 89,577             | -0.4%      | 97,512                | -0.7%                 |
| 2012年（平成24年） | 92,533             | 3.3%       | 100,525               | 3.1%                  |
| 2013年（平成25年） | 95,950             | 3.7%       | 104,318               | 3.8%                  |
| 2014年（平成26年） | 95,598             | -0.4%      | 103,679               | -0.6%                 |
| 2015年（平成27年） | 97,382             | 1.9%       | 105,743               | 2.0%                  |
| 2016年（平成28年） | 97,637             | 0.3%       | 106,500               | 0.7%                  |

近年1日平均上車人次如下表。
| 年度               | 小田急電鐵 | 東京急行電鐵/東急電鐵 | 來源                |
| ------------------ | ---------- | --------------------- | ------------------- |
| 1995年（平成07年） | 38,751     | 38,581                | [ 神奈川県統計 1 ]  |
| 1998年（平成10年） | 37,550     | 38,438                | [ 神奈川県統計 2 ]  |
| 1999年（平成11年） | 36,590     | 37,990                | [ 神奈川県統計 3 ]  |
| 2000年（平成12年） | 38,136     | 39,980                | [ 神奈川県統計 3 ]  |
| 2001年（平成13年） | 38,004     | 39,984                | [ 神奈川県統計 4 ]  |
| 2002年（平成14年） | 38,139     | 40,532                | [ 神奈川県統計 5 ]  |
| 2003年（平成15年） | 38,838     | 42,251                | [ 神奈川県統計 6 ]  |
| 2004年（平成16年） | 40,225     | 43,902                | [ 神奈川県統計 7 ]  |
| 2005年（平成17年） | 41,866     | 45,337                | [ 神奈川県統計 8 ]  |
| 2006年（平成18年） | 43,362     | 47,061                | [ 神奈川県統計 9 ]  |
| 2007年（平成19年） | 44,827     | 48,781                | [ 神奈川県統計 10 ] |
| 2008年（平成20年） | 44,791     | 48,715                | [ 神奈川県統計 11 ] |
| 2009年（平成21年） | 44,525     | 48,674                | [ 神奈川県統計 12 ] |
| 2010年（平成22年） | 44,742     | 49,129                | [ 神奈川県統計 13 ] |
| 2011年（平成23年） | 44,544     | 48,773                | [ 神奈川県統計 14 ] |
| 2012年（平成24年） | 45,977     | 50,341                | [ 神奈川県統計 15 ] |
| 2013年（平成25年） | 47,648     | 52,247                | [ 神奈川県統計 16 ] |
| 2014年（平成26年） | 47,402     | 52,005                | [ 神奈川県統計 17 ] |
| 2015年（平成27年） | 48,424     | 53,199                | [ 神奈川県統計 18 ] |

## 周邊
本站是大和市北部的中心車站，在東急田園都市線通車後急速發展。
由於前往新宿、澀谷便利（約40分鐘），又是田園都市線始發站，成為東京都心臥城之一。站前高層公寓林立，超市、購物商場、便利商店等商業設施聚集。
車站步行10分鐘左右便可抵達鶴間自然之森（つるま自然の森）。
大和市將周邊一帶納入路上吸菸禁止條例範圍內。吸菸區在南口小田急與東急的連絡通道中間，以及北口小田急側交番前。喫煙區由大和市役所環境農政部環境總務課政策調整擔當管理。另外，神奈川縣警察也將此地指定為路邊停車嚴重巡邏地區，車站周邊並整備投幣式停車格因應。
江之島線通車時，當時只有北口一個剪票口，之後在田園都市線通車前後新增南口剪票口。過去北口有廣場作為活動場地，之後改建為商店與收費腳踏車停車場。
東急正面口有計程車圓環，東急Store側的步道有社區巴士與觀光巴士停靠。

### 東側區域
- etomo（エトモ）中央林間 - 中央林間車站大樓整修後於2015年12月7日開幕。
- 中央林間TOKYU（日语：東急ストア） - 東急正面口前。與車站大樓間有天橋連結。
- Olympic（日语：Olympicグループ）中央林間店
- PETIT MORE'S 5（ぷちMORE'S 5） - eijo（日语：セイジョー）等。
- 城南信用金庫（日语：城南信用金庫）中央林間支店
- 橫濱銀行中央林間支店
- 駿河銀行（日语：スルガ銀行）中央林間支店、中央林間房貸中心（ハウジングローンセンター）
- 綠野復健醫院（みどり野リハビリテーション病院）
- JVCKENWOOD Creative Media本社、工廠
- ASUWELL（あすウェル）中央林間
- LAPLA中央林間（日语：ラプラ中央林間）
- Kohnanコーナン（日语：Home Center Kohnan）中央林間店
- RINKAN MALL（日语：りんかんモール）

### 西側區域
- 社團法人相模鄉村倶樂部
- 小田急不動產（日语：小田急不動産）中央林間營業所
- OZEKI（日语：オオゼキ）中央林間店
- 神奈川縣警大和警察署中央林間站前交番
- 東急中央林間Annex - 小田急南口剪票口前。
- 靜岡中央銀行（日语：静岡中央銀行）中央林間支店
- 中央林間站前郵便局

### 巴士
- 中央林間站
  - 大和市社區巴士（日语：大和市コミュニティバス）「Norotto」（のろっと）
    - 北部路線A系統：經月見野站、南林間站往市役所方向
    - 北部路線B系統：經下鶴間（日语：下鶴間）往市役所方向
- 中央林間站東口
  - 大和市社區巴士「YAMATON GO」（やまとんGO）
    - 中央林間西側地域路線右迴
    - 中央林間西側地域路線左迴
- 中央林間站北口
  - 大和市社區巴士「YAMATON GO」
    - 中央林間西側地域路線右迴
    - 中央林間西側地域路線左迴

## 田園都市線延伸計劃
對於「田園都市線從中央林間往愛川町方向延伸」的傳聞，東急表示「從多摩田園都市計畫一開始就是以中央林間為終點站」。當初計畫也有提及與小田急江之島線直通運轉的計畫。無論是如同中間站的島式月台1面2線簡單構造，位於地下保留與小田急線立體交差的可能性等等原因，使得延伸傳聞不斷。

## 相鄰車站
小田急電鐵
 江之島線

■快速急行
相模大野（OH 28）－中央林間（OE 02）－大和（OE 05）
■急行
相模大野（OH 28）－中央林間（OE 02）－南林間（OE 03）
■各站停車
東林間（OE 01）－中央林間（OE 02）－南林間（OE 03）
 東急電鐵
 田園都市線

■急行
南町田Grandberry Park（DT25）－中央林間（DT27）
■準急、■各站停車
月見野（DT26）－中央林間（DT27）

## 延伸閱讀
- 宮田道一. . JTBパブリッシング. 2008-09-01. ISBN 9784533071669.

## 外部連結
- 中央林間 - 小田急電鐵（日語）
- 中央林間（各站資訊） - 東急電鐵（日語）